# Кроза (семья)
Об итальянской деревне см. Кроза (Италия)
Кроза́ (фр. Crozat) — угасший французский дворянский род, знаменитая семья финансистов, коммерсантов, меценатов и коллекционеров произведений искусства.
Основателем семьи был Антуан Кроза, сын Антуана Кроза Первого, торговца и банкира, который сам был сыном торговца чулками из города Альби в Лангедоке. Поселившись в Тулузе, Антуан Кроза Первый со временем накопил состояние, считающееся одним из крупнейших в городе, но несколько раз подвергался осуждению за узурпацию дворянского титула, прежде чем в 1674 и 1684 годах был избран капитулом Тулузы и, таким образом, получил для себя и своих потомков дворянство мантии.

## Генеалогия семьи
- Гийом Кроза, торговец чулками из Альби;
- Жан-Батист Кроза (? — 1729), настоятель аббатства Сент-Элизабет в Жанлисе (Бургундия) с 25 июля 1710 года. Он оставил своё имущество племянникам Антуану и Пьеру Кроза, сеньору Эпине;
- [Марк] Антуан Кроза Первый (1624—1690), торговец и банкир, родился в Мийо (город)Мийо и был капитулум Тулузы в 1674 и 1684 годах;
- Антуан Кроза (1655—1738), финансист и владелец работорговческого судна, администратор и управляющий, носил титул маркиза дю Шателя и выгодно занимался американскими делами, вкладывая средства в так называемую треугольную торговлю, осуществляемую через Гвинейскую компанию. Ему также принадлежали крупные табачные плантации во французской Вест-Индии. Между 1712 и 1717 годами управляющий Французской Луизианой (обширными французскими владениями в Северной Америке);
- Пьер Кроза (1661—1740) — казначей Франции и коллекционер произведений искусства, разбогатевший благодаря своему участию в финансовых предприятиях брата Антуана Кроза.

Художественные сокровища Кроза унаследовали трое сыновей Антуана — Луи Франсуа, Жозеф Антуан и Луи Антуан:
- Луи-Франсуа Кроза (1691—1750), маркиз дю Шатель, генерал-лейтенант армии;
- Жозеф-Антуан Кроза (1699—1750), известный как маркиз де Туни, председатель следственного комитета парижского парламента, завершил богатую коллекцию картин, рисунков и гравированных камней своего дяди Пьера;
- Луи Антуан Кроза (1700—1770), барон Тьер, генерал-лейтенант Шампани, коллекционер произведений искусства;

Сыновей ни у одного из них не было, а имущество разошлось по частным французским коллекциям. Луи Франсуа от брака с Мари-Терезой Гуфье имел только дочь, которая вышла замуж за герцога Бирона. Сестра его Мари Анна была замужем за одним из Латуров — графом Эврё; для этой четы был построен Елисейский дворец.
Последним из Кроза был Луи Антуан Кроза, барон де Тьер; он умер в 1770 году. Из трёх его дочерей от брака с графиней Монморанси-Лаваль две были замужем за маркизами из дома Бетюнов, а третья — за тем герцогом де Брольи, который стал фельдмаршалом на российской службе. После смерти барона Тьера по заказу императрицы Екатерины II через Дени Дидро, Фридриха Мельхиора Гримма и российского посла во Франции Д. А. Голицына, а также при посредничестве женевского коллекционера Франсуа Троншена удалось договориться с его наследниками о приобретении картин из его части наследства для картинной галереи Императорского Эрмитажа в Санкт-Петербурге.

## Портреты членов семьи Кроза

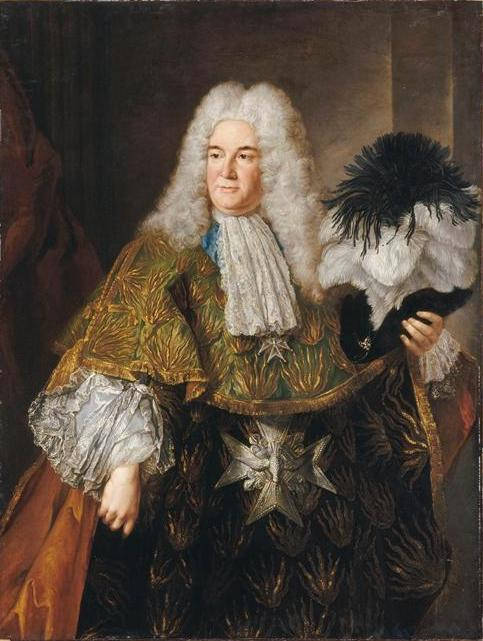
А. С. Бель. Портрет Антуана Кроза, маркиза дю Шатель с Орденом Святого Духа. Версаль
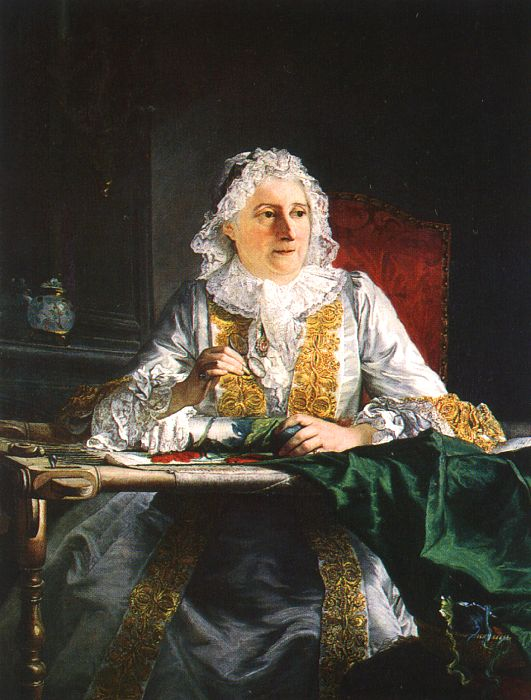
Ж. А. Ж. Авед. Портрет мадам Кроза, урождённой Маргариты ле Жандр д'Армени (1670—1742), супруги Антуана Кроза. 1741. Музей Фабра, Монпелье
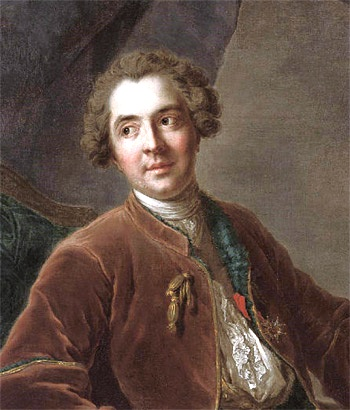
Ж.-М. Натье. Портрет Луи-Антуана Кроза. 1733.
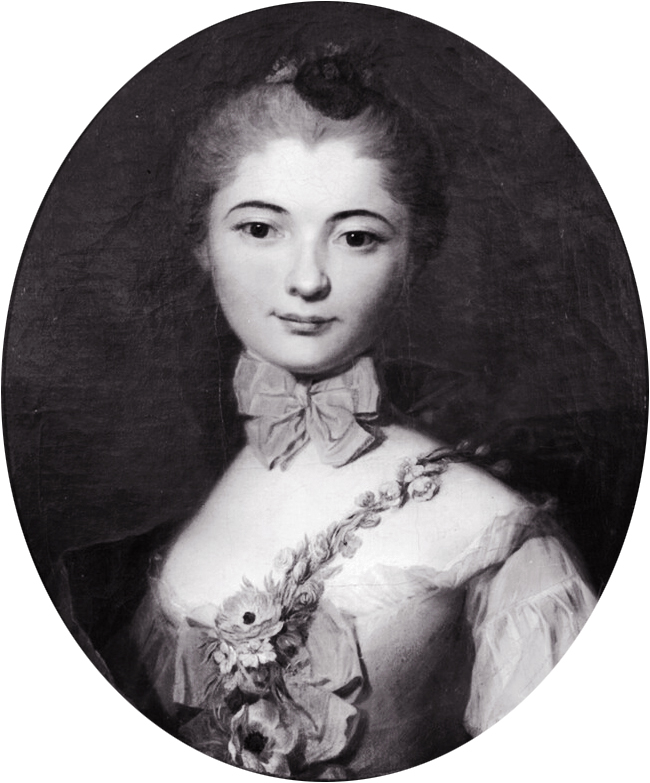
Ф. Буше. Портрет Луизы Оноре Кроза дю Шатель (1737—1801)
Ж. Ранк. Портрет дамы. Атрибутируется как Луиза Кроза де Тьер, герцогиня де Броль (1733—1813).